# Javier Rojo Gómez, Hidalgotitlán
Javier Rojo Gómez är en ort i Mexiko.   Den ligger i kommunen Hidalgotitlán och delstaten Veracruz, i den sydöstra delen av landet, 500 km öster om huvudstaden Mexico City. Javier Rojo Gómez ligger 46 meter över havet och antalet invånare är 324.
Terrängen runt Javier Rojo Gómez är lite kuperad. Runt Javier Rojo Gómez är det ganska glesbefolkat, med 29 invånare per kvadratkilometer. Närmaste större samhälle är Cahuapan, 5,5 km öster om Javier Rojo Gómez. Trakten runt Javier Rojo Gómez består till största delen av jordbruksmark.